# Менгден, Георг фон
Юрий (Георгий) фон Менгден (Юрий Андреевич Фамендин) (около 1628—1703) — российский военачальник, генерал-майор, сподвижник Петра I, первый полковник Преображенского полка.

## Биография
Родился, вероятно, в Москве около 1628 года, был сыном ротмистра Андрея фон Менгдена и внуком того лифляндца Эрнеста фон Менгдена, который в 1577 году во время ливонского похода Ивана Грозного был взят в плен и отвезён в Москву, где он поступил на царскую службу, пользовался доверием царя и умер в звании стольника.
Юрий фон Менгден (он же Фамендин) состоял на военной службе в Москве и в 1668 году был подполковником. 15 января 1684 года генерал Патрик Гордон, с которым он находился в приятельских отношениях, называет его уже полковником.
Участвовал во втором Крымском походе 1689 года, по окончании которого остался на Украине в Белгородском разряде под начальством боярина Б. П. Шереметева.
Менгден принадлежал к числу первых сотрудников, окружавших юного Петра, и, кажется, царь благоволил ему. Из заметки в дневнике Гордона можно заключить, что Менгден 30 марта 1692 года был назначен полковником (региментаром) в новосформированный Преображенский полк. 2 декабря 1694 года умерла в Москве его жена и царь посетил его лично по этому поводу.
Участвовал в Кожуховском походе 1694 года. В 1695 году был в Первом Азовском походе. Во Втором Азовском походе 1696 года измерял пройденный путь, пользуясь мерным колесом. На основе этих измерений капитан Яков Брюс составил карту Юго-западной России — земель от Смоленска и Москвы до северных берегов Малой Азии, которая была выгравирована и отпечатана в Амстердаме в 1699 году на латинском языке Яном Тессингом. После смерти Тессинга её переиздавали с мелкими изменениями Йоханнес Лоотс (1665-1726), позднее Райнер Оттенс (1698-1750).
Современники Я. Брюса знали об этой карте, учёные России узнали о ней в 1910 году, когда историк Вениамин Александрович Кордт опубликовал её изображение. Эта карта стала первой гравированной картой (другой техники тиражирования изображений в те годы не существовало), на которой устье реки Дон (Танаис) было показано на широте 47° с. ш. (ошибка измерения составила -10'). 
Так было исправлено заблуждение Клавдия Птолемея (II век н. э.), карты которого показывали устье Танаиса на широте 54° 20' с. ш. Европейские картографы вскоре исправили свои карты по карте Менгдена-Брюса.
В начале 1930-х Лев Семёнович Багров нашёл у берлинского антиквара экземпляр неизвестной карты Менгдена-Брюса, выпущенную Яном Тессингом на русском языке  в том же году в Амстердаме. 
Две гравированные карты, латиноязычная и русскоязычная, имели существенное отличие в изображении устья Днепра. Около 1720 года карту Менгдена-Брюса перегравировал с дополнениями нюрнбергский картограф Иоганн Баптист Хоманн (ок. 1663—1724), который неоднократно получал по царскому повелению материалы из Москвы о новых географических открытиях в России от Якова Брюса.
Оба варианта карты Брюса-Менгдена Ян Тессинг выпустил в свет до получения им в 1700 году от царя Петра Алексеевича привилегии (лицензии) на право издания книг и карт, ввоз их в Россию и торговли им в России. 
Со 2-го Азовского похода, с производством в генерал-майоры, Менгден уже не состоял командиром Преображенского полка. В путешествии по Европе с унтер-офицером Петром Михайловым он не участвовал. 22 декабря 1697 года царь писал о нем князю Ф. Ю. Ромодановскому из Амстердама:

«Писал Юрья Фамендин, что жалованья на 205 год (то есть с 1 сентября 1697 г.) не дано, также и денщики отняты. Пожалуй, учини как надлежит. И буде так, для чего без вины так делать?»

На это князь Ромодановский отвечал 28 января 1698 года:

«Ты же, господине, в сей почте ко мне писал о Юрье Фамендине, будто я ему жалованья не даю прошлогоцкого и сего году; и я ему посылал оклад полковничей 205-го году, и он сам не принял, а просил генеральского окладу; а о присылке окладу генеральского, как ты был на Москве я тебе докладывал, какой ему оклад давать, а ты мне приказал полковничей оклад давать, а не генералской; и ты ко мне, пожалуй, отпиши: генералской ли оклад ему давать или полковничей. А на нынешней 206 год посылал я к князь Петру Ивановичю (то есть Прозоровскому) по оклад ево полковничей и он сказывает, что денег нет. Только прошу, пожалуй, отпиши ко мне, какой ему оклад давать, а деньги сыщем».

На это Петр ответил 4 марта 1698 года из Детфорта:

«Фамендину прикажи давать старый оклад, по чему был у нашего полку».

Вскоре за сим Менгден был отправлен царем с особым поручением в Пруссию. Царь писал по этому поводу 30 апреля кн. Ромодановскому:

«Юрья Фамендина изволь отпустить в Пруссы для смотрения канала, выдав ему заслуженное и нынешнее жалованье».

В 1700—1703 годах генерал-майор Ю.А. фон Менгден был губернатором в Киеве.